# Ruprechtia scandens
Ruprechtia scandens là một loài thực vật có hoa trong họ Rau răm. Loài này được Rusby miêu tả khoa học đầu tiên năm 1927.